# Línea Minato
La Línea Minato (湊線 Minato-sen?) es una línea férrea en la Prefectura de Ibaraki, administrada por Hitachinaka Kaihin Railway (Hitachinaka Seaside Railway).

## Características
La línea posee 11 estaciones, la estación 01 inicial Katsuta  enlaza con la Línea Jōban.
La Línea  Minato es una vía férrea de 14,3 km no electrificada.

## Estaciones
| Nombre de la estación (español y japonés) | Nombre de la estación (español y japonés) | Entre estación (km) | Distancia total (km) | Conexiones  | Localización |
| ----------------------------------------- | ----------------------------------------- | ------------------- | -------------------- | ----------- | ------------ |
| Katsuta                                   | 勝田                                      | -                   | 0                    | Línea Jōban | Hitachinaka  |
| Kōkimae                                   | 工機前                                    | 0.6                 | 0.6                  |             | Hitachinaka  |
| Kaneage                                   | 金上                                      | 1.2                 | 1.8                  |             | Hitachinaka  |
| Nakane                                    | 中根                                      | 3.0                 | 4.8                  |             | Hitachinaka  |
| Takadano-tekkyō                           | 高田の鉄橋                                | 2.3                 | 7.1                  |             | Hitachinaka  |
| Nakaminato                                | 那珂湊                                    | 1.1                 | 8.2                  |             | Hitachinaka  |
| Tonoyama                                  | 殿山                                      | 1.4                 | 9.6                  |             | Hitachinaka  |
| Hiraiso                                   | 平磯                                      | 1.2                 | 10.8                 |             | Hitachinaka  |
| Minohamagakuen                            | 美乃浜学園                                | 1.8                 | 12.6                 |             | Hitachinaka  |
| Isozaki                                   | 磯崎                                      | 0.7                 | 13.3                 |             | Hitachinaka  |
| Ajigaura                                  | 阿字ヶ浦                                  | 1.0                 | 14.3                 |             | Hitachinaka  |

## Apertura
La línea se abrió el 25 de diciembre de 1913.